# Down & Dirty
Down & Dirty — музичний гурт, що виконує музику в стилі металкор, створений колишнім лідером гурту Make Me Famous.

## Історія
Гурт було створено на початку 2013 року, колишнім учасником гурту Make Me Famous, Денисом Шафоростовим та учасником гурту At The Ruins Станіславом Бєловим. 10 грудня гурт випустив відеокліп на композицію Move It.
13 листопада 2014 року Down & Dirty відіграли свій перший концерт у Москві на розігріві в Asking Alexandria.
24 грудня 2014 року гурт випустив відеокліп на композицію I Will Never Lose My Way.
Після того як Денис Шафоростов у 2015 році покинув гурт, щоб приєднатися до Asking Alexandria, решта теж покинули гурт, у якому залишився лише Кирило. Станіслав Бєлов відродив свій старий гурт At The Ruins.
У лютому 2017 року гурт випустив кліп та сингл Heaven Sent.
У лютому 2018 року Ізекіль Пірсон заявив про те, що покидає гурт. Пізніше стало відомо, що Кирило Мєдвєдєв вирішив замінити старих учасників новими.

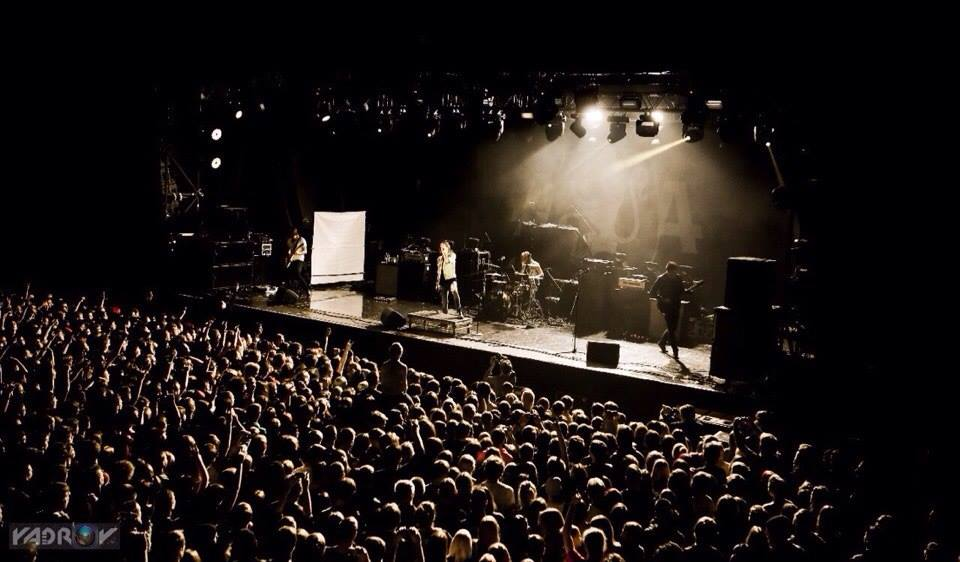
Down & Dirty у Москві. 2014 р.

У березні 2018 року Ізекіль офіційно заявив, що покинув гурт через розбіжності під час творчого процесу та через те, що за два роки вони випустили лише один сингл.
Станом на 11 квітня 2022 року Down & Dirty реформувалися з новим вокалістом і мультиінструменталістом названий 0racle, це прийшло з анонсом нового синглу під назвою "Denial", реліз 2 травня 2022 року.
У 16 квітня Down & Dirty достроково випустили Denial рано.
Протягом 2022 року Down & Dirty випустили кілька синглів "Downer" і 
"Grave Willows"
10 серпня 2023 року гурт випустив новий сингл «₲høst iи д ᑕørpse» як головний сингл із M[irrors] EP, Потім гурт випустив міні-альбом M[irrors] EP 11 серпня 2023 року

13 серпня 2024 року гурт випустив нову пісню "Archoid" із майбутнього одноіменного альбому

## Учасники гурту
Поточний 
- Tim Munckhen— вокал, гітара, ударні, клавіатури (2022 — донині), бас (2022 —2024)
- Dave Silencer — бас, Бек-вокал (2024 — донині)

Колишній
- Євген Ножечкін — гітара (2013—2014), бас (2014)
- Владек Юхнел — бас (2013—2014)
- Сергій Штепа — ударні (2013—2014)
- Денис Шафоростов — вокал, автор пісень (2013—2015)
- Станіслав Бєлов — гітара, автор пісень (2013, 2014—2015), бас (2014)
- Кріс Нокія — бас (2014—2015)
- Kir Medvedev — гітара (2013—2016), бас (2016—2019)
- Tim Roff — вокал, гітара (2018), бас, Бек-вокал (2019)
- Damon Miller — гітара (2018—2022), бас (2021—2022)
- Tim Munckhen — вокал (2021—2022)
- Данило Жура — ударні (2018—2022)
- Christian Grey — вокал (2018—2021)
- Zeke — бас (2019—2021)

## Дискографія
- 2013 — Move It (Single)
- 2014 — I Will Never Lose My Way (Single)
- 2017 — Heaven Sent (Single)
- 2019 — Ballad (Single)
- 2022 — Denial (Single)
- 2022 — Forgotten (EP)
- 2022 — Downer (Single)
- 2022 — Grave Willows (Single)
- 2023 — M[irrors] (EP)
- 2024 — Archoid" (Single) [9]

## Відеографія
- Move it (2013)
- I Will Never Lose My Way (2014)
- Heaven Sent (2017)